# Fullmetal Alchemist: Conquistador de Shamballa
Fullmetal Alchemist: Conquistador de Shamballa (劇場版 鋼の錬金術師 シャンバラを征く者 Gekijōban "Hagane no Renkinjutsushi Shanbara o Yuku Mono"?) conocida en inglés como Fullmetal Alchemist: Conqueror of Shamballa también, es una película de anime que continúa y finaliza el argumento del anime Fullmetal Alchemist. La película ha sido distribuida en DVD y emitida por el canal Buzz en España.

## El final del anime
En los últimos capítulos del anime se puede ver como existe una dualidad de mundos, entre el de la alquimia y el normal. Hay además un paralelismo de personas, y todos tienen un reflejo en el otro lado, con una vida distinta. El final de la serie transcurre en 1915 (CS) del mundo de la alquimia, 1921 del normal. Tras verificar en sí mismo que se puede ignorar el Principio de Intercambio Equivalente y resucitar a Alphonse, Edward es trasladado a este mundo, habiendo recuperado su cuerpo con los Automail. Aquí comienza a vivir con Hohenheim de la Luz, su padre, el cual establece sus primeros contactos con la Sociedad Thule ya en el último capítulo del anime. Dado que en este lado de la Puerta la alquimia no funciona, Edward empieza a interesarse por la ciencia de este mundo, y se fija en un sector que en ese momento realiza sus primeros avances: la construcción de cohetes. Edward menciona algo sobre las teorías de Robert Hutchings Goddard y decide irse a estudiar con Hermann Julius Oberth a Transilvania. Ambos están considerados los pioneros de dicha ciencia.
En el mundo de la alquimia, Alphonse reapareció como un adolescente con todas sus memorias sobre su infancia (hasta el momento en que transmutaron a su madre, Trisha), aunque con sus memorias sobre los viajes con su hermano perdidas. Decide ir otra vez con Izumi Curtis para profundizar en su aprendizaje. Ambos hermanos, en sus respectivos mundos, intentan entonces reencontrarse.
Hohenheim había sido colocado en el espacio tras la Puerta por Dante, pero consiguió salir en este lado, en algún momento anterior a 1921. Entonces ya era una persona influyente, pues se le pide consejo durante la Primera Guerra Mundial. Wrath perdió los miembros que una vez habían sido de Edward. Sin embargo, Winry Rockbell construyó unos Automail para él. Gluttony queda en paradero desconocido tras atacar a Dante, pero reaparecerá en la película. Winry regresa a Rizenbul, y Scieszka a Central.
En el opening de la película aparecen escenas relevantes de la serie, en orden cronológico.

## Argumento
Nota: dado que aparecen personajes históricos en el argumento, pero su participación es ficticia (salvo el caso de Hitler, como se explica más abajo), sus nombres no redirigen a sus páginas propias. En la sección de Referencias históricas están las aclaraciones pertinentes.
Como se dice al final del anime, Ed se dedica al tema de los cohetes. Ha entablado contacto con un joven llamado Alphonse Heydrich, que guarda un parecido asombroso con su hermano (si este hubiera crecido y vivido con normalidad). Es, naturalmente, el reflejo de Al en ese mundo. Desde el principio demuestra estar enfermo, aunque procura restarle importancia. A pesar de que le relata alguna de sus aventuras con su hermano como alquimista nacional, Heydrich sigue pensando que son solo invenciones de Ed. Ambos trabajan con otras personas, que son el reflejo de las quimeras que acompañaban a Greed: Roa, Dorochet y Bido.
La acción empieza en octubre de 1923, en la República de Weimar, es decir, la Alemania de la época. Ed y Heydrich se dirigen a una feria local a hacer demostraciones de cohetes a la gente. En el camino conocen a un grupo de gitanas, entre ellas a Noah, que parece tener un don: lee la mente de la gente al tocarles y puede ver también sus recuerdos. Durante la fiesta, Ed salva a Noah de unos hombres de uniforme que querían llevársela: sus amigas la habían vendido a un ocultista, y este a su vez se la iba a entregar a la Sociedad Thule. Algunos de estos hombres, para sorpresa de Ed, llevan algo parecido a Automail, como él. En realidad los suyos originales dejaron de funcionar, por lo que Hohenheim le había hecho algunos de repuesto, pero éstos realmente no eran mucho más que prótesis, burdo reflejo de los que hace Winry.
Tras el incidente, Noah pasa a vivir con Ed y Alphonse Elric en Múnich. Allí viven tanto el doble de Glacier Hughes, que tiene una tienda bajo la casa de Ed, como el propio doble de Hughes, que es policía, y a pesar de que siente algo por la Glacier de este mundo, no se atreve a decírselo. Por otro lado, se ve hablar a dos personas de la Sociedad Thule, Rudolf Hess y Karl Haushofer, que mencionan a su líder, una tal Eckart. Además, se muestra cómo hay un gran malestar entre los alemanes contra pueblos que ellos consideran extranjeros, como los gitanos, en el ejemplo de Noah. Igualmente, se ve el resentimiento contra comunistas y judíos, supuestos causantes de la mala situación reinante en Alemania en ese momento.
Estando en la calle con Noah, Ed ve pasar en un coche a alguien que se parece mucho a King Bradley, por lo que decide seguirle y detener su coche. Para su sorpresa, no es el homúnculo, sino un cineasta judío llamado Fritz Lang. Este se dirigía a un castillo a las afueras de Múnich, donde se supone que habita un dragón, que él quiere usar en sus películas. Con cierta incredulidad, Ed se apunta a la partida de caza. Sin embargo, el dragón resultará ser Envy, que ya al final del anime adoptó esa forma al entrar en este mundo. Dado que aquí no funciona la alquimia, esa forma se volvió definitiva. En el momento en que el monstruo persigue a Ed hasta el patio del castillo, miembros de la Sociedad Thule llegan en aviones y disparan multitud de lanzas a la criatura, con la esperanza de que alguna sea la legendaria Lanza de Longinus, con poderes mágicos. Consiguen reducir a Envy y se lo llevan por los aires colgado de un dirigible. Para neutralizar a Ed, Lang y a los demás, emplean gases somníferos.
Después, Lang le dirá a Ed que es Haushofer el que estaba allí dirigiendo a los que se llevaron al dragón. Ed recuerda ese nombre por Hohenheim, por lo que deduce que la Sociedad Thule está implicada, y marcha a su sede. Antes de que Ed llegue, se ve cómo Dietlinde Eckart, directora de la Sociedad Thule, usa a Envy para abrir la puerta (y enviar unos soldados con armadura) a un lugar que ella llama Shamballa. No es otro que el mundo de Ed y Hohenheim, pero ella cree que es un lugar maravilloso y muy avanzado, que ayudaría a los nazis a imponerse con sus magníficas armas, en la revolución que planean llevar a cabo en breve.
Simultáneamente, se ve el mundo original de Ed. Alphonse sigue buscando una forma de reencontrarse con él, y el país ya está manos a la obra con la reconstrucción de lugares como Lior, donde Armstrong (y su familia) actúan de representantes del gobierno de Central. Mustang es un policía rural que espera el regreso de Ed. Izumi murió definitivamente de la enfermedad que le causó la transmutación humana de su hijo. Winry va a visitar su tumba, y allí encuentra a Wrath.
Al llega a Lior justo para presenciar la irrupción de los soldados de la Sociedad Thule a través de un círculo abierto en el suelo. Simultáneamente hay un terremoto en Central. Gracias a la fuerza y astucia de este los consigue vencer. Se ve cómo tiene una nueva habilidad: su alma se desmonta en partes con facilidad, según descubrió, y puede transferir algunas de ellas a las armaduras, controlándolas como hacía antaño con su hermano, al vivir como una armadura vacía. 
Ed está en el edificio de la Sociedad Thule, y ve en el suelo un círculo semiborrado, que decide repintar. Para su sorpresa, y debido a algo de su propia sangre (de una herida con un cristal) que lleva en las manos, el círculo se activa y las armaduras regresan. Entre ellas hay una con un pedazo del alma de Al, que este olvidó recuperar. Tras el feliz reencuentro, escapan juntos de los miembros de la Sociedad Thule que les disparan, y por fin consiguen hablar. Al ha encontrado la forma de reencontrarse: abrir la Puerta desde ambos lados. El traspaso del alma se acaba, y regresa a su mundo, donde Al había caído inconsciente mientras parte de su alma está más allá de la Puerta.
Ed va a ver a Lang a unos estudios cinematográficos tras una llamada de este a su casa. Allí, curiosamente, la doble de Lyla les sirve como camarera. Él le cuenta las intenciones de la Sociedad Thule de entregar a los nazis las armas de Shamballa. Ed recuerda la bomba atómica que se había inventado ya en su mundo (no así en este), y decide detenerles. Esa noche, por orden de los de Thule, Noah toca a Ed para adquirir sus conocimientos sobre alquimia, que ellos usarán para abrir la Puerta, con la mediación de Hohenheim, al que mantienen preso en las fauces de Envy.
Mientras en este mundo Hitler da un mitin, Wrath lleva a Al a la ciudad subterránea bajo Central, y Winry y Scieszka caen por un terremoto. Allí Al pretende abrir la Puerta. La aparición del deforme monstruo Gluttony le facilitó el material para hacer abrir el portal, junto con Wrath, que desea llegar a la Puerta para ver a su madre, Izumi.
En este mundo, Alphonse Heydrich y sus amigos han construido unos aviones cohete para la Sociedad Thule, con los que pretenden llegar a Shamballa. Heydrich ha hecho tal cosa, porque sabe que la enfermedad que padece (quizá tuberculosis) le matará, y quiere dejar un gran legado de su existencia. Además, se ve como el reflejo de Maes Hughes pertenece a los nazis.
A la llegada de Ed al lugar desde el que pretenden cruzar, Hohenheim inicia la transmutación de Envy a coste de su vida, y abre también la Puerta desde este lado, para que sus hijos se reencuentren.
Eckart traiciona a Haushofer, le dispara (sin matarlo) y se va a Shamballa. Ed persigue a Eckart en un avión cohete más pequeño, y tras su partida, Rudolf Hess dispara a Alphonse Heydrich, matándolo. Ya en su mundo, Ed se reencuentra con Winry, que le tiene preparados unos nuevos y resistentes Automail, y con su hermano. Juntos luchan contra Eckart, que, al mando de los aviones cohetes parece haber cambiado de intenciones: ya no busca la ayuda de Shamballa, porque sabe que ese mundo no es tal cosa, sino que pretende su destrucción. A la vez, los militares, dirigidos por el reaparecido Roy Mustang luchan contra los soldados de a pie enfundados en armaduras. Con la ayuda de Mustang, los hermanos Elric alcanzan a Dietliende Eckart y la vencen. Ed toma la decisión de regresar a este mundo y dejar a Al el encargo de cerrar la Puerta desde el suyo propio, lo que supondría su separación definitiva.
Ed regresa a este mundo en el avión cohete con Eckart, la cual al cruzar de nuevo el portal se transforma en algo grotesco. El doble de Hughes le dispara por temor y ella muere. Haushofer cuenta que el Golpe de Estado de los nazis que tenía lugar ese misma noche (8 de noviembre de 1923) ha fracasado. Ed descubre la muerte de Heydrich.
Como sorpresa final, Al tomó su propia decisión: dejó que Roy Mustang destruyera la Puerta, y se fue con su hermano a este mundo sin que se diera cuenta, con lo que ahora ambos están en el mismo mundo, el normal (sin alquimia).
Como cierre de la película, cada uno retoma su vida en sus respectivos mundos, y los hermanos Elric pasan a vivir juntos. Al final se ve a los reflejos de Scar y Lust, conduciendo una camioneta en una zona rural, y a Hughes renegar de los nazis, y decidir declararse a Glacier.

Como segundo final y conclusivo, y a la vez un escenario "What if" ("que hubiera pasado si..."), en donde el estudio creó un corto de 3 minutos llamado "Kids (Niños)" en el cual relata y sigue la historia posterior al final de la película, específicamente siguiendo a los tataranietos de Edward Elric y Alphonse Elric, donde muestran como ellos interactuaron con el mundo, que sería equivalente a nuestro mundo, en el cual la película y sus hechos parecieran que fueron adaptados al anime y película del mismo nombre, pues se ven anuncios y máquinas gacha por distintas partes de la ciudad, ya en su departamento, se ve a Edward en una foto posando con alguien importante como también medallas y reconocimientos, aun así el sigue utilizando el Automail de Windy, el cual le reparo en la película, ya al final, se muestra que es el cumpleaños número 100 de Edward en el año 2005, en algún lugar del mundo, y son sus tataranietos quienes felizmente lo van a saludar, además por los comentarios de los niños, se podría sacar en conclusión que Alphonse se encuentra o podría estar vivo, pues le llevaban un regalo, pero no estaría presente en ese momento.

## Música
La canción introductoria (opening) se titula Link y la final (ending) Lost Heaven, ambas interpretados por L'Arc~en~Ciel. 

### Banda sonora
Compositora: Oshima Michiru
1. Scientist of the Alchemic World
2. Fullmetal Alchemist
3. Weapon of Mass Destruction
4. Castle of Science Goes Kablooey
5. Sybil
6. KELAS (LET'S DANCE)
7. Creeper in the Shadow of Time
8. Darkness looms upon her
9. Automated Right Arm
10. Burden of Her Past
11. Her Dream
12. Vanishing Existence
13. Thule Society
14. Seeking a New Thrill
15. Dragon - Unlocker of the Gate
16. Road to Shamballa
17. The Alchemic World - Two years later
18. Citizen of the World
19. Stranger form Another World - The Young Alchemist
20. Beyond the Light......!
21. Search for the Professor
22. The Incomplete Alchemic Circle
23. Dietlinde Eckert
24. A Temporary Reunion
25. Harmonized Feelings
26. Parallel World - Another Self in an Alternative World
27. The Lord of Shamballa Shall Reign Over the World
28. Shadows Surrounding Her
29. Soul Slides Away
30. To the Vanished City
31. Shadows Shallow Her
32. Other Side of the Gate - Shamballa
33. Overture of Destiny
34. Evanescence
35. When the Gate of Destiny is Revealed
36. Beyond the Gate - Conqueror of Shamballa
37. Reunion - Dear Beloved Place
38. Invasion of the Intruders
39. Guardian of the Motherland
40. Destruction of Shangri-La
41. Guardian of the world
42. Reason of War
43. Sad Resolution - Separation
44. Unceasing Lunacy
45. Requiem
46. KELAS (LET'S DANCE) (instrumental version)